# Operation Frantic

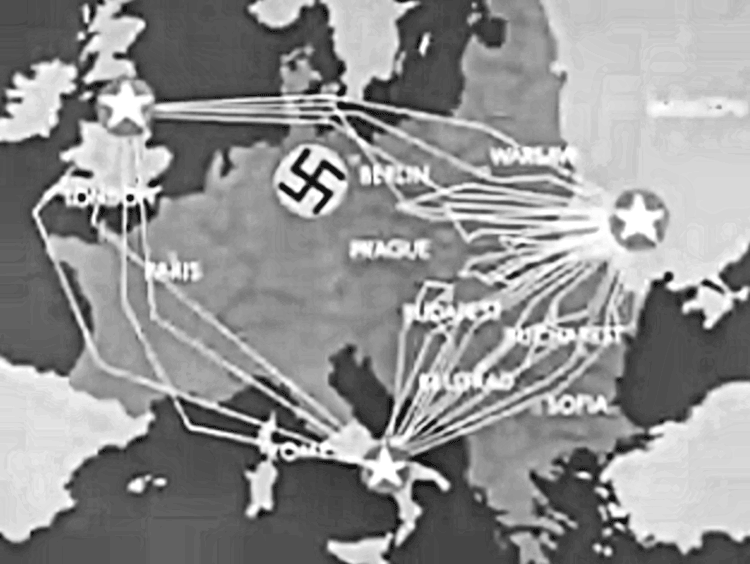
Routen der Frantic-Flüge

Mit dem Codenamen Operation Frantic (auf Deutsch: „Unternehmen hektisch“) wird eine Serie von sieben shuttle bombing operations („Pendel-Bombardierungen“) der US-amerikanischen Luftstreitkräfte während des Zweiten Weltkrieges im Jahr 1944 bezeichnet. Diese Flüge wurden anlässlich der Konferenz der Alliierten am 7. Dezember 1943 in Teheran vereinbart.

## Hintergrund
Josef Stalin hatte den westlichen Verbündeten wiederholt vorgeworfen, sie täten zu wenig, um eine zweite Front gegen Nazideutschland aufzubauen. Durch die Bombardierung von Zielen am Reichweitenlimit der üblichen Bombardierungen erhofften sich die Amerikaner aber auch eine Verdünnung der Abwehr durch Jagdflugzeuge. Zudem waren die Amerikaner allenfalls an der Möglichkeit interessiert, im Fernen Osten von Flugplätzen der Sowjetunion aus Japan bombardieren zu können. Dies hätte allerdings vorher einer Kriegserklärung der Sowjetunion gegen Japan bedurft, welche die Sowjetunion unter keinen Umständen vor dem Ende der Kampfhandlungen in Europa abgeben würde. Die Kriegserklärung der Sowjetunion gegen Japan erfolgte erst zwei Monate nach dem Ende der Kampfhandlungen in Europa entsprechend des Vertrages von Jalta, aber da waren die Amerikaner schon lange nahe genug an Japan herangerückt, um es bombardieren zu können.
Insbesondere der amerikanische Präsident Franklin D. Roosevelt war begeistert von dem Plan, da er sich (neben der ohnehin laufenden Hilfe durch das Leih- und Pachtgesetz) eine nochmalige Verbesserung der Beziehungen zur Sowjetunion erhoffte, welche auch über den Krieg hinaus Bestand haben sollte.

## Einsätze und der Angriff der Luftwaffe auf Poltawa
Nach aufwändigen und verkomplizierten Vorbereitungsarbeiten begannen die Shuttle-bombing-Operationen weit später als erhofft im Juni 1944; der einzige Punkt, der zu keinen größeren Diskussionen führte, war, dass die Basen von den Sowjets verteidigt werden sollten. Die Amerikaner waren damit einverstanden, um ihre Bodenmannschaft klein zu halten, auch wurden sowjetische Mechaniker zugelassen. Im Krankenhaus, das am 1. Juni 1944 bereit war, kamen amerikanische Sanitäterinnen zum Einsatz und es wurden auch Nicht-Amerikaner behandelt.
Bomber der United States Army Air Forces flogen von Großbritannien oder Süditalien aus Luftangriffe auf Ziele in Mitteleuropa und landeten danach in der Sowjetunion. Dort wurden sie betankt und neu aufmunitioniert, um auf dem Rückflug nach England oder Süditalien einen weiteren Angriff auszuführen. Die Bomber landeten auf zwei Flugfeldern in der Ukrainischen Sowjetrepublik (Poltawa, Myrhorod), während die Begleitjäger ebenfalls auf ukrainischem Gebiet von Pyrjatyn aus operierten.
Die Ziele wurden von den Sowjets mit bestimmt; so durften die vor den Bombardierungen ostwärts verlagerten Flugzeugfabriken nicht bombardiert werden in der Hoffnung sowjetischerseits, sie unzerstört einnehmen zu können.
Am 2. Juni 1944 griffen 130 viermotorige Bomber und 70 Jagdflugzeuge der US Army Air Forces von Foggia in Italien aus Treibstoffanlagen in Ungarn und Rumänien an. Danach landeten die Bomber in Poltawa und flogen am nächsten Tag zurück, wobei sie unterwegs Flugplätze in Rumänien bombardierten.
Nach dem Angriff alliierter Bomber auf das Hydrierwerk Schwarzheide am 21. Juni 1944 ließen die Alliierten erneut 114 Langstreckenbomber des Typs Boeing B-17 auf den Flugplatz Poltawa landen (Lage). Wie die Amerikaner aufgrund eines Verfolgers und eines Aufklärungsflugzeuges wussten, war das der deutschen Luftwaffenführung nicht verborgen geblieben. Der sowjetische Kommandant hatte es jedoch den Amerikanern untersagt, zum Abschuss des über Poltawa erscheinenden Aufklärungsflugzeugs vom Typ He 177 ihre Mustangs aufsteigen zu lassen. In der Nacht des 22./23. Juni griffen Kampfflugzeuge der Kampfgeschwader 4, 27, 53 und 55 unter der Führung von Oberstleutnant Wilhelm Antrup den Flugplatz an und zerstörten 43 B-17 am Boden. Weitere 26 wurden beschädigt, dazu zwei Douglas DC-3/C-47 sowie ein Begleitjäger vom Typ P-38 Lightning. 15 Sowjetische Jak-9 und 6 Jäger vom Typ Jak-7 wurden am Boden zerstört. Außerdem wurden ein Munitionsdepot und 900.000 Liter Flugbenzin vernichtet. Die Sowjets hatten den Amerikanern in Pyrjatyn verboten aufzusteigen und die Bomber anzugreifen. Die sowjetischen Suchscheinwerfer hatten den Deutschen förmlich den Weg gewiesen. Drei Amerikaner und 15 Sowjets starben – diese auch noch tagelang nach dem Angriff, da die Deutschen Streumunition vom Typ SD 2 mit Verzögerungszündern eingesetzt hatten.
Die Operation endete nach der Mission vom 18. September 1944, bei der die Aufständischen des Warschauer Aufstands durch den Abwurf von Nachschubgütern unterstützt wurden. Josef Stalin verweigerte anschließend seine Zustimmung zu weiteren Missionen.
Eine kleine Abteilung verblieb in Poltawa als Auffangstation und Reparaturmöglichkeit, die letzten Amerikaner verließen die Ukraine im Juli 1945. Die schlussendlich fünf in Poltawa begrabenen Amerikaner wurden 1950 exhumiert und in die USA verbracht.

## Einschätzungen
Nur ein kleinerer Teil der erhofften ursprünglich geplanten 800 Einsätze pro Monat waren durchgeführt worden und keine deutschen Jäger waren nach Osten verlegt worden. Auch die Bemühung, die Alliierten näher zusammenzubringen, war gescheitert. Nach der Einnahme der Marianeninseln im August 1944 war es den Amerikanern auch ohne Basen in Sibirien möglich, Japan zu bombardieren.

## Gedenken

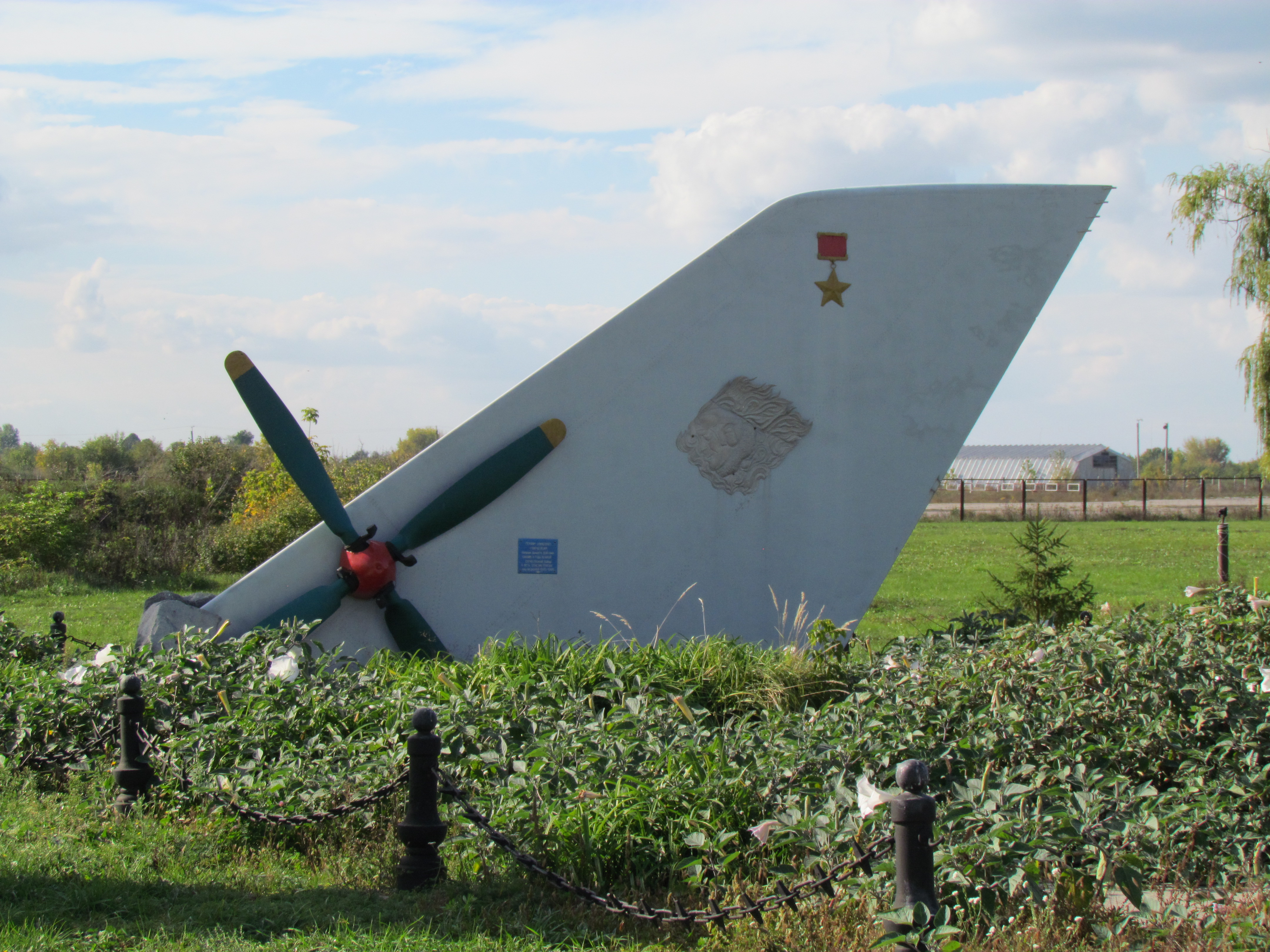
Erinnerungsmal im Museum der Langstrecken- und strategischen Luftfahrt in Poltawa

Im Jahr 1994 wurde in Poltawa der Flüge unter Beisein dreier US-Piloten und mit einer Grußbotschaft des ukrainischen Präsidenten Leonid Kutschma gedacht.